# Lasioserica nepalensis
Lasioserica nepalensis är en skalbaggsart som beskrevs av Ahrens 1996. Lasioserica nepalensis ingår i släktet Lasioserica och familjen Melolonthidae. Inga underarter finns listade i Catalogue of Life.